# Championnat de Tchéquie de hockey sur glace D2
La 1. česká hokejová liga est le second échelon du hockey sur glace de Tchéquie. Elle est également appelée Chance liga du nom de son sponsor et est gérée par la Fédération tchèque de hockey sur glace.

## Historique
La ligue existe depuis 1993, première année de séparation de la Tchécoslovaquie en République tchèque et Slovaquie. La Fédération organise alors le hockey sur glace dans le nouveau pays indépendant et crée alors deux échelons : l'Extraliga, pour les meilleurs joueurs, la 1. liga pour remplacer l'ancienne organisation tchécoslovaque. Le troisième échelon, la 2. liga, ne sera créé que l'année suivante.
Les premières années, les douze meilleures équipes (sur quatorze) jouent une phase de play-offs afin de déterminer quelles seront les deux équipes jouant les barrages pour accéder à la division supérieure tandis que les deux dernières jouent une phase de barrage pour la relégation. La saison régulière compte alors 40 matchs puis passe à 52 matchs en 1996-1997 sans phase de séries pour un test de trois saisons avant de retourner à 40 matchs en 1999-2000. Cette même année, le mode de qualification pour les play-offs est également changé puisque désormais les huit meilleures équipes jouent la montée et les six autres jouent une phase de descente à l'issue de laquelle les deux dernières équipes joueront une phase de barrage. Deux saisons plus tard, ce sont seulement les quatre dernières équipes du classement qui joue la phase de relégation et toujours les huit meilleures pour la phase de promotion.
En 2004-2005, le championnat repasse à 52 matchs et les deux moins bonnes équipes de la saison jouent directement la phase de barrage avec les équipes de la 2. liga et en 2006-2007,  aucune équipe n'est reléguée vu que pour la saison 2007-2008, la fédération décide de passer la 1. liga à seize équipes divisées en deux groupes.

### Anciennes dénominations
- 1993 – 1. liga ČR
- 1997 – 1. DZ liga (1. Družstevní záložna liga)[6]
- 2000 – 1. ČP liga (1. Česká pojišťovna liga)[7]
- 2003 – 1. liga LH ČR[8]
- 2015 – WSM liga[9]
- 2018 – Chance liga[10]

## Clubs de la1. liga

### Équipes actuelles
| \| Frýdek-Místek Jihlava Kolín Litoměřice Pardubice B Poruba Slavia Praha Prostějov Přerov Sokolov Šumperk Třebíč Vsetín Zlín \| Localisation des clubs engagés dans le championnat. |
| Frýdek-Místek Jihlava Kolín Litoměřice Pardubice B Poruba Slavia Praha Prostějov Přerov Sokolov Šumperk Třebíč Vsetín Zlín                                                           |

| Équipe                   | Ville         | Patinoire                        | AFFiliation                     |
| ------------------------ | ------------- | -------------------------------- | ------------------------------- |
| HC Baník Sokolov         | Sokolov       | Zimní stadion Sokolov            | indépendant                     |
| VHK ROBE Vsetín          | Vsetín        | Zimní stadion Na Lapači          | indépendant                     |
| HC Slavia Prague         | Prague        | Zimní stadion Eden               | indépendant                     |
| HC Stadion Litoměřice    | Litoměřice    | Kalich arena                     | indépendant                     |
| HC ZUBR Přerov           | Přerov        | Meo Arena                        | indépendant                     |
| HC Frýdek-Místek         | Frýdek-Místek | Hala Polárka                     | HC Oceláři Třinec (Extraliga)   |
| LHK Jestřábi Prostějov   | Prostějov     | Zimní hokejový stadion Prostějov | indépendant                     |
| HC Dukla Jihlava         | Jihlava       | CZ LOKO Aréna                    | indépendant                     |
| SK Horácká Slavia Třebíč | Třebíč        | KHNP Arena                       | indépendant                     |
| HC RT TORAX Poruba       | Ostrava       | RT TORAX Aréna                   | indépendant                     |
| HC Dynamo Pardubice B    | Chrudim       | Zimni stadion Chrudim            | HC Dynamo Pardubice (Extraliga) |
| SC Kolín                 | Kolín         | Zimní stadion Kolín              | Mountfield HK (Extraliga)       |
| DRACI PARS ŠUMPERK       | Šumperk       | Škoda Arena                      | indépendant                     |
| PSG Berani Zlín          | Zlín          | Zimní stadion Luďka Čajky        | indépendant                     |

### Palmarès
| Année | Champions                                 | Remarque |
| ----- | ----------------------------------------- | --- |
| 1994  | HC Zbrojovka Vsetín et HC Slavia Praha    | Les deux clubs remporte le round de promotion/relégation contre le KLH Vajgar Jindřichův Hradec et le HC Stadion Hradec Králové        |
| 1995  | HC Kometa Brno et TZ Třinec               | Les deux équipes sont admises directement en Extraliga sans match de barrage en raison de l'augmentation du nombre d'équipes en élite. |
| 1996  | HC Přerov et HC Slezan Opava              | Le HC Opava remporte le round de promotion/relégation et le HC Kometa Brno est relegué                                                 |
| 1997  | HC Karlovy Vary et HK Kralupy nad Vltavou | Les deux équipes échouent en série de barrage Mais le HC Olomouc décide de vendre sa licence et Karlovy Vary en profite.               |
| 1998  | HC Znojemští Orli                         | Échec en barrage face au HC Bohemex Trade Opava                                                                                        |
| 1999  | HC Znojemští Orli                         | Montée à la suite d'un tour de barrage réussi contre le HC Dukla Jihlava                                                               |
| 2000  | HC Dukla Jihlava                          | Échec en barrage face au HC Vítkovice                                                                                                  |
| 2001  | KLH Chomutov                              | Échec en barrage face au HC Karlovy Vary                                                                                               |
| 2002  | HC Bílí Tygři Liberec                     | Montée à la suite d'un tour de barrage réussi face au HC Vagnerplast Kladno                                                            |
| 2003  | HC Vagnerplast Kladno                     | Montée à la suite d'un tour de barrage réussi face au HC Havířov Panthers                                                              |
| 2004  | HC Dukla Jihlava                          | Montée à la suite d'un tour de barrage réussi face au HC České Budějovice                                                              |
| 2005  | HC České Budějovice                       | Montée à la suite d'un tour de barrage réussi face au HC Dukla Jihlava                                                                 |
| 2006  | Slovan Ústí nad Labem                     | Échec en barrage face au Vsetínská hokejová                                                                                            |
| 2007  | Slovan Ústí nad Labem                     | L'équipe est directement promue sans tour de barrage.                                                                                  |
| 2008  | BK Mladá Boleslav                         | Montée à la suite d'un tour de barrage réussi face au Slovan Ústí nad Labem                                                            |
| 2009  | Slovan Ústí nad Labem                     | Échec en barrage face au BK Mladá Boleslav                                                                                             |
| 2010  | KLH Chomutov                              | Échec en barrage face au BK Mladá Boleslav                                                                                             |
| 2011  | Slovan Ústí nad Labem                     | Échec en barrage face au BK Mladá Boleslav                                                                                             |
| 2012  | Piráti Chomutov                           | Montée à la suite d'un tour de barrage réussi au BK Mladá Boleslav                                                                     |
| 2013  | BK Mladá Boleslav et HC Olomouc           | Échec en barrage face au Piráti Chomutov et au HC Bílí Tygři Liberec                                                                   |
| 2014  | BK Mladá Boleslav et HC Olomouc           | Montée à la suite d'un tour de barrage réussi face au Piráti Chomutov et au HC Kladno                                                  |
| 2015  | Piráti Chomutov et HC České Budějovice    | Le Piráti Chomutov réussi son tour de qualification et le HC Slavia Prague est relégué                                                 |
| 2016  | HC Dukla Jihlava et HC Slavia Prague      | Les deux équipes échouent en série de barrage face au HC Energie Karlovy Vary et au HC Litvínov                                        |
| 2017  | HC Dukla Jihlava et HC České Budějovice   | Le HC Dukla Jihlav réussi son tour de qualification et le HC Energie Karlovy Vary est relégué                                          |
| 2018  | HC Energie Karlovy Vary et Rytíři Kladno  | Le HC Energie Karlovy Vary réussi son tour de qualification et le HC Dukla Jihlav est relégué                                          |
| 2019  | HC České Budějovice et Rytíři Kladno      | Le Piráti Chomutov réussi son tour de qualification et le Piráti Chomutov est relégué                                                  |
| 2020  | HC České Budějovice                       | L'équipe est directement qualifiée pour l'Extraliga                                                                                    |
| 2021  | Rytíři Kladno                             | L'équipe est directement qualifiée pour l'Extraliga                                                                                    |
| 2022  | HC Dukla Jihlava                          | Échec en barrage face au Rytíři Kladno                                                                                                 |